# Стирательная резинка
Стира́тельная рези́нка (также ла́стик или стёрка, стёртка) — канцелярская принадлежность для удаления карандашных (и иногда чернильных) надписей с бумаги и других поверхностей для письма, кусок натурального или синтетического каучука. 
Представляет собой кусок различной мягкости невулканизированной резины, иногда укрепляемой на обратном конце карандаша. Может быть любого цвета и различной плотности. Есть специальные ручки, чернила которых можно стереть резинкой. Относительно недавно в продаже появились электрические ластики, которые трут бумагу не вручную, а с помощью небольшого электромотора.

## История
До XVIII века карандашные надписи стирали (подчищали) разными способами и материалами, делали подчистку резиной (позже), хлебом и даже скоблением, самым распространённым из которых был хлебный мякиш. Токийский студент эпохи Мэйдзи  сказал: «Хлебные ластики использовались вместо резиновых, и нам их давали без каких-либо ограничений по количеству. Поэтому мы могли, не задумываясь, есть их, чтобы хотя бы немного утолить голод».
Изобретению резины европейцами предшествовали мореплавания Колумба. Путешественник описал, как туземцы островов Гаити играли с мячом из загустевшего млечного сока, вытекавшего из порезов на коре гевеи бразильской. Само дерево индейцы называли «плачущим», а выделяемое им вещество — «слёзами дерева» («као-чу»). Кроме того, они использовали каучук для крепления украшений к телу или для изготовления посуды. В 1751 году каучук привёз в Европу путешественник и математик Шарль Кондамин, хотя он после длительного наблюдения за материалом так и не обнаружил у него никаких полезных свойств, кроме эластичности.
Свойство каучука очищать поверхность от карандаша впервые описал Джозеф Пристли в 1770 году.

## Принцип работы
Во время трения резинкой по бумаге с надписью кусочки графита стираются с бумаги и прилипают к поверхности резинки, которая в свою очередь истирается мелкими кусочками. В результате очищается как поверхность с надписью, так и поверхность резинки от использованного слоя. Засохшие и некачественные резинки, у которых не стирается использованный слой, пачкают бумагу, так как прилипший (и не сошедший со слоем резины) графит размазывается по бумаге. Каучуковые ластики сильно подвержены влиянию извне, поэтому их рекомендуется хранить в упаковке, ограничивая действие на него воздуха и солнечных лучей.